# 1968–1969-es német férfi kézilabda-bajnokság (első osztály)
A német férfi kézilabda-bajnokság 1968–1969-es szezonja volt a bajnokság harmadik kiírása. A bajnok a VfL Gummersbach lett.

## Északi csoport
| #  | Csapat                  | Mérk. | Gy | D | V  | Gólarány | Gólkülönbség | Pont |
| -- | ----------------------- | ----- | -- | - | -- | -------- | ------------ | ---- |
| 1. | VfL Gummersbach         | 14    |    |   |    | 276:166  | +110         | 26   |
| 2. | THW Kiel                | 14    |    |   |    | 210:177  | +33          | 20   |
| 3. | Hamburger SV            | 14    |    |   |    | 196:154  | +42          | 17   |
| 4. | TSV Grün-Weiß Dankersen | 14    |    |   |    | 240:200  | +40          | 15   |
| 5. | TuS Wellinghofen        | 14    |    |   |    | 173:178  | -5           | 15   |
| 6. | RSV Mülheim an der Ruhr | 14    |    |   |    | 188:219  | -31          | 10   |
| 7. | BSV 98 Solingen         | 14    |    |   |    | 156:205  | -49          | 09   |
| 8. | Eintracht Hildesheim    | 14    | 0  | 0 | 14 | 180:320  | -140         | 0    |

Kiesett: BSV 98 Solingen, Eintracht Hildesheim.

Feljutott: TV Oppum, VfL Bad Schwartau.

## Déli csoport
| #  | Csapat                   | Mérk. | Gy | D | V | Gólarány | Gólkülönbség | Pont |
| -- | ------------------------ | ----- | -- | - | - | -------- | ------------ | ---- |
| 1. | SG Leutershausen         | 14    |    |   |   | 276:219  | +57          | 22   |
| 2. | Frisch Auf Göppingen     | 14    |    |   |   | 246:202  | +44          | 19   |
| 3. | TS Esslingen             | 14    |    |   |   | 248:228  | +20          | 17   |
| 4. | TV Hochdorf              | 14    |    |   |   | 209:225  | -16          | 13   |
| 5. | Spvgg Möhringen          | 14    |    |   |   | 220:235  | -15          | 11   |
| 6. | TSV Birkenau*            | 14    |    |   |   | 204:231  | -27          | 10   |
| 7. | Reinickendorfer Füchse*  | 14    |    |   |   | 189:220  | -31          | 10   |
| 8. | TV 05/07 Hüttenberg* (A) | 14    |    |   |   | 179:211  | -32          | 10   |

Kiesett: TSV Birkenau und TV 05/07 Hüttenberg.

Feljutott: TSV 1896 Rintheim und TV Großwallstadt.

## Döntő
A döntőt Dortmundban rendezték.
VfL Gummersbach – SG Leutershausen 21:13.

## Külső hivatkozások
bundesligainfo.de